# ジョン・クラーク・スレイター
ジョン・クラーク・スレイター（John Clarke Slater, 1900年12月22日 - 1976年7月25日）は、アメリカ合衆国の理論物理学者。

## 経歴
イリノイ州オークパーク生まれ。ロチェスター大学で物理学を学び、1923年ハーバード大学から物理学のPh.D.を取得、ケンブリッジ大学とコペンハーゲン大学で博士研究員となる。、1925年にハーバード大学助教授となり、1930年にMIT（マサチューセッツ工科大学）教授となった。
電気、電子、化学など幅広い分野に足跡を残し、マグネトロンの定理など興味深い論文も発表しているが、業績としてもっとも知られているのは、素粒子の分野における研究である。とりわけ、彼の名を冠したスレイター行列式は、よく知られている。またバンド計算法のひとつで、マフィンティン・ポテンシャルを用いるAPW法(Augumented Plane Wave Method)も、1937年の彼の業績である。
1953年9月8日、日本で開催された国際理論物理学会に国際物理学会副会長として出席するため来日した。

## 受賞歴
- 1951年 - リヒトマイヤー記念賞
- 1967年 - アーヴィング・ラングミュア賞
- 1970年 - アメリカ国家科学賞